# 下室田町
下室田町（しもむろだまち）は、群馬県高崎市の地名。旧榛名町時代は、住所で群馬郡榛名町大字下室田の大字の次にくる地名。郵便番号は370-3342。面積は8.8km2(2012年現在)

## 地理
烏川中流左岸と同川支流滑川・駒寄川流域に位置している。
高崎市役所榛名支所（旧榛名町役場）や群馬県立榛名高等学校があり、榛名地域の政治、経済、産業、交通などの中心地である。

### 河川
- 烏川

### 山岳
- 種山

## 歴史
江戸時代頃からある地名である。はじめ高崎藩領で、元和元年に安中藩領、承応4年に幕府領、寛文6年に旗本本田氏領、天和2年に幕府領、貞享3年に旗本喜多見氏領、元禄2年に幕府領、同5年幕府と旗本米倉氏の相給、同10年旗本松平・大久保・山村・鈴木4氏の相給、宝永6年元鈴木氏領分は吉井藩領となった。

### 年表
- 1889年（明治22年）4月1日 町村制施行により、下室田村は榛名山村、上室田村、中室田村と合併し西群馬郡室田村が成立する。
- 1896年（明治29年）4月1日 西群馬郡が片岡郡と合併して群馬郡となる。
- 1905年（明治38年）4月1日 町制を施行し、室田町となる。そのため群馬郡室田町大字下室田となる
- 1955年（昭和30年）2月1日 室田町は碓氷郡里見村と合併し群馬郡榛名町となる。そのため群馬郡榛名町大字下室田となる。
- 2006年（平成18年）10月1日 榛名町が高崎市に編入する。そのため高崎市下室田町となる。

### 地名の由来
渓谷が多く田畑集落が散在する地形から「諸田」と呼ばれ、のちに「室田」になった説や、榛名神社神領地としてのカムロギダからの転訛と考える平安時代弘仁年間からの伝承がある。

## 世帯数と人口
2017年（平成29年）11月30日現在の世帯数と人口は以下の通りである。
| 町丁     | 世帯数   | 人口   |
| -------- | -------- | ------ |
| 中室田町 | 1140世帯 | 2833人 |

## 小・中学校の学区
市立小・中学校に通う場合、学区は以下の通りとなる。
| 番地・地区 | 小学校               | 中学校             |
| ---------- | -------------------- | ------------------ |
| 全域       | 高崎市立下室田小学校 | 高崎市立榛名中学校 |

## 交通

### 鉄道
当町に鉄道駅はない。

### 道路
国道は国道406号が通っている。県道は群馬県道29号あら町下室田線、群馬県道154号新井下室田線、群馬県道211号安中榛名湖線が通っている。

## 施設

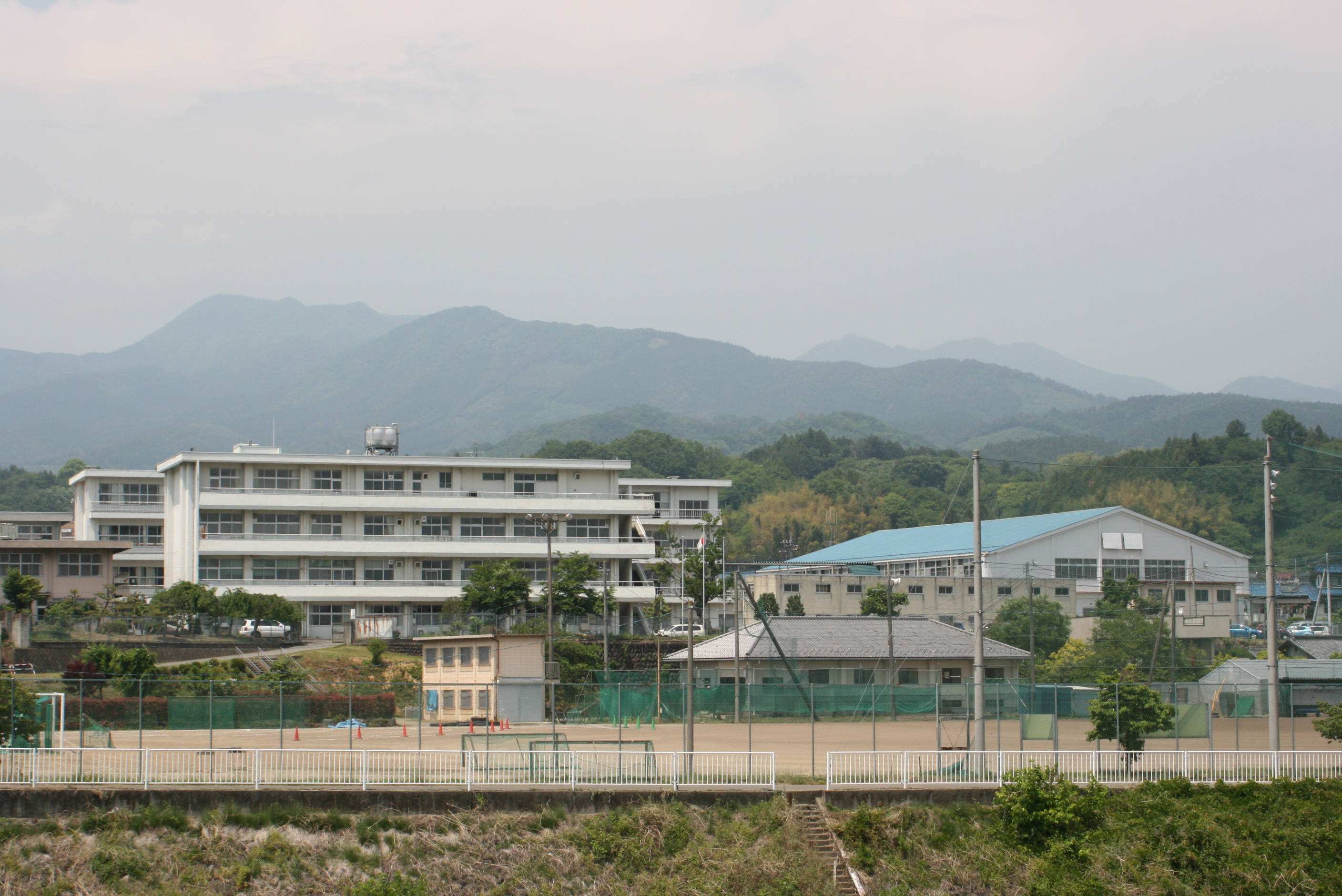
群馬県立榛名高等学校

- 高崎市役所 榛名支所
- 群馬県立榛名高等学校
- 高崎市立下室田小学校
- 烏川公園
- 松山城跡
- 群馬バス 榛名営業所
- ほたる公園